# مسابقة يوروفيجن آسيا الموسيقية
يوروفيجن آسيا مسابقة الأغنية (بالفرنسية:Concours Eurovision Asie de la chanson) ستكون نظيرة مسابقة الأغنية الأوروبية لدول آسيا والمحيط الهادئ، والتي كانت قد انطلقت منذ أكثر من 60 عاما. ستكون المسابقة الافتتاحية من عرض نهائي مباشر واحد فقط، ولم يحدد لها موعد معين بعد، على الرغم من أنه من المتوقع أن تجرى في وقت ما من عام 2018.

## خلفية
في مارس 2016، أعلن أن صفقة ما بين اتحاد البث الأوروبي (إي بي يو) وشبكة البث الأسترالية خدمة البث الخاصة (إس بي إس) قد وقعت، وتمنح بموجبها حقوق خلق نسخة من مسابقة يوروفيجن للدول الآسيوية لتكون قادرة على التنافس في مسابقة شبيهة للنسخة الأوروبية. شكل وقواعد المسابقة في مرحلة التطوير ما بين إس بي إس وشريكهم الإنتاجي بلينك تي في. المسابقة الافتتاحية، والتي لم تسمى بعد، يفترض أن تقام في أستراليا عام 2017.
معلومات أكثر أفرج عنها في مايو 2016، بشأن أهلية المشاركة بالمسابقة، which could see up to sixty-eight countries compete in the contest. في يوليو 2016، أعلن أن أربعة دول إما أكدت أو عبرت عن اهتمامها في المشاركة بالمنافسة الإفتتاحية، وتضمنت أستراليا، والصين، واليابان، وكوريا الجنوبية. في مايو 2017، أعلن أن ثلاثة دول (سنغافورة، هونغ كونغ، وأستراليا) قد أبدت اهتمامها للمسابقة الإفتتاحية والتي غير موعدها إلى سنة 2018 لصعوبات في التنظيم ومشاكل سياسية. المسابقة أَكَّدَت رسميًا في 18 أغسطس 2017 من قبل اتحاد البث الأوروبي. وهو آخر حدث جديد يعلن عنه اتحاد البث الأوروبي منذ إطلاقه مسابقة يوروفيجن كورال العام سنة 2017.
على الرغم من التكهنات الأولية، بأن المنافسة لن تكون محصورة بأعضاء اتحاد بث آسيا والمحيط الهادئ (أي بي يو). فإن بلينك تي في، الفريق المنتج الذي يقف وراء العرض، أكدت أنها تود ضم كل الدول في منطقة آسيا والمحيط الهادئ بغض النظر عما إذا كانت الدولة تملك قناة عمومية بعضوية كاملة في الـ«أي بي يو» أم لا.

## الشكل والمفهوم
بعد أن تم تبني الفكرة بالفعل في مارس 2016، أعلن رسميًا عن المسابقة في 18 أغسطس 2017. في الشكل تشبه المسابقة مسابقة الأغنية الأوروبية؛ غير أن الاختلاف يكمن في أن المسابقة الآسيوية تحتوي على عرض نهائي مباشر واحد، على غرار النسخة الأوروبية التي التي تتضمن عرضي نصف نهائي لأكثر من من 20 دولة.

## المشاركة
الدول التالية عبرت عن اهتمامها المبدئي بالمشاركة في المسابقة:
| السنة | الدول المشاركة للمرة الأولى                                                                      |
| ----- | ------------------------------------------------------------------------------------------------ |
| 2018  | استراليا الصين هونغ كونغ اليابان نيوزيلندا بابوا غينيا الجديدة جزر سليمان كوريا الجنوبية فانواتو |

## الاستضافة
معظم نفقات المسابقة مغطاة بواسطة الرعاة التجاريون ومساهمات الدول المشاركة. المسابقة تعتبر فرصة فريدة للترويج للبلد المستضيف كوجهة سياحية. الجدول أدناه يظهر قائمة بالمدن والأماكن التي استضافت مسابقة يوروفيجن للأغنية الآسيوية. الأماكن المستقبلية تظهر مائلةً.
| المسابقة | البلد           | المدينة         | المكان          | سنة  |
| -------- | --------------- | --------------- | --------------- | ---- |
| 1        | سيعلن عنه لاحقًا | سيعلن عنه لاحقًا | سيعلن عنه لاحقًا | 2018 |